# 525 Adelaide
525 Adelaide
525 Adelaide là một tiểu hành tinh ở vành đai chính. Nó được xếp loại tiểu hành tinh kiểu S và thuộc nhóm tiểu hành tinh Flora.
Tiểu hành tinh này do Joel Hastings Metcalf phát hiện ngày 21.10.1908 ở Taunton, Massachusetts, Hoa Kỳ, và được đặt theo tên Adelaide của Saxe-Meiningen, hoàng hậu của William IV của Anh.
Thiên thể A904 EB được Max Wolf phát hiện ngày 14.3.1904 được đặt tên là "525 Adelaide", nhưng rồi nó bị mất tích. Sau đó, thiên thể 1930 TA được Sylvain Arend phát hiện ngày 3.10.1930 được đặt tên là 1171 Rusthawelia. Vào thời chưa có máy tính, do đó không thể phân biệt rõ được 2 thiên thể này; mãi cho tới năm 1958 mới biết rõ rằng chúng chỉ là cùng một thiên thể.
Tên "Rusthawelia" được giữ nguyên (và người phát hiện được ghi cho Sylvain Arend); còn tên "525 Adelaide" được dùng lại, đặt cho thiên thể "1908 EKa" do Joel Hastings Metcalf phát hiện ngày 21.10.1908.